# Der Himmel voller Geigen
Der Himmel voller Geigen (Alternativtitel: Krieg nach Noten, Originaltitel: The Time, the Place and the Girl) ist ein US-amerikanisches Filmmusical von David Butler aus dem Jahr 1946.

## Handlung
Jeff und Steven wollen einen Nachtclub in New York eröffnen. Sie müssen Vickeys Großvater Ladislaus von diesem Projekt überzeugen, da Vickey als Sängerin auftreten soll. Von der bevorstehenden Hochzeit Vickeys mit Martin Drew, die sich Ladislaus wünscht, wissen Jeff und Steven erst einmal nichts, da sich Steven in die attraktive Sängerin verliebt. Martin versucht zudem alles, um den Club zu schließen.

## Hintergrund
Der Film wurde von der Produktionsfirma Warner Bros. fertiggestellt und vertrieben. Die Filmkomödie wurde in Mono, bei einem Seitenverhältnis von 1,37:1 auf einem 35-mm-Film, aufgenommen. Außenaufnahmen entstanden in Palm Springs, weitere Aufnahmen wurden in den Warner Bros. Filmstudio in Burbank, Kalifornien durchgeführt. Am 22. März 1945 wurde bekannt, dass Jane Wyman an einer Lungenentzündung litt und sie durch Janis Paige ersetzt werde.
Der Film feierte am 26. Dezember 1946 in New York seine Premiere und wurde ab dem 28. Dezember in den Kinos ausgestrahlt. In Westdeutschland erschien der Film am 29. Juni und in Österreich am 16. November 1951. Im deutschsprachigen Raum wurde der Filmtitel Krieg nach Noten fürs Fernsehen verwendet.

## Lieder
Die in der Verfilmung verwendeten Lieder wurden von Arthur Schwartz (Musik) und Leo Robin (Texte) komponiert.
1. A Rainy Night in Rio
2. Voodoo, Oh, But I Do
3. A Gal in Calico
4. Through a Thousand Dreams
5. Solid Citizen of the Solid South
6. I Happened to Walk Down First Street

## Auszeichnung
Bei der 20. Oscarverleihung im Jahr 1948 wurden Leo Robin und Arthur Schwartz in der Kategorie Bester Song für das Lied A Gal in Calico nominiert.

## Rezeption
Das Lexikon des internationalen Films schrieb, das Der Himmel voller Geigen eine „durchschnittliche musikalische Unterhaltung in aufwendiger Ausstattung“ sei.
Bosley Crowther schrieb im Dezember 1946 in der New York Times ebenfalls, dass die Musicalverfilmung eine „durchschnittliche Unterhaltung“ sei.